# Rød (skuespil)
 For alternative betydninger, se Rød (flertydig). (Se også artikler, som begynder med Rød)
Rød (originaltitel: Red) er et skuespil af den amerikanske forfatter John Logan om kunstneren Mark Rothko, først produceret af Donmar Warehouse i London i december 2009. Den oprindelige produktion blev instrueret af Michael Grandage og spillet af Alfred Molina som Rothko og Eddie Redmayne som hans assistent Ken.
Produktionenen, med sine to hovedroller blev overført til Broadway på John Golden Theater i et begrænset engagement, som begyndte den 11. marts 2010 og lukkede den 27. juni. Skuespillet modtog i 2010 en Tony Award for Bedste Skuespil. Derudover vandt Redmayne en Tony Award for i 2010 for Bedste Optræden i Birolle i et stykke.
Den danske udgave blev opført på Edison Teatret fra den 5. november – 3. december i 2011 med Flemming Enevold som mesteren og Thure Lindhardt som den unge assistent og instrueret af Peter Langdal, der også var scenograf.